# Гетерозигота
Ге́терозиго́тными называют диплоидные или полиплоидные ядра, клетки или многоклеточные организмы, копии генов, которые в гомологичных хромосомах представлены разными аллелями. Когда говорят, что данный организм гетерозиготен (или гетерозиготен по гену X), это означает, что копии генов (или данного гена) в каждой из гомологичных хромосом несколько отличаются друг от друга.
У гетерозиготных индивидов на основе каждого из аллелей синтезируются разные варианты белка (или транспортных или рибосомальных РНК), кодируемых данным геном. В результате в организме появляется смесь этих вариантов. Если внешне проявляется эффект только одного из них, то такой аллель называют доминантным, а тот, который не даёт видимого эффекта — рецессивным. По традиции при схематическом изображении скрещивания доминирующий аллель обозначают заглавной буквой, а рецессивный — строчной (например, A и a); иногда применяются другие обозначения, например, сокращённое название гена со знаками плюс и минус. Гетерозиготные организмы обозначаются aA или Aa.
При полном доминировании (как в классических опытах Менделя при наследовании формы горошин) гетерозиготная особь выглядит как доминантная гомозигота. При скрещивании гомозиготных растений с гладкими горошинами (AA) с гомозиготными растениями с морщинистыми горошинами (aa), у гетерозиготного потомства (Aa) горошины гладкие.
При неполном доминировании наблюдается промежуточный вариант (как при наследовании цвета венчика цветков у многих растений). Например, при скрещивании гомозиготных красных гвоздик (RR) с гомозиготными белыми (rr) у гетерозиготного потомства (Rr) венчики цветков розовые.
Если внешние проявления представляют собой смесь действия обоих аллелей, как при наследовании групп крови у человека, то говорят о кодоминировании.
Понятия доминантности и рецессивности были сформулированы в рамках классической генетики, и объяснение их с позиций молекулярной генетики наталкивается на определённые терминологические и концептуальные трудности.